# Огні (Республіка Алтай)
Огні (рос. Огни) — село Турочацького району, Республіка Алтай Росії. Входить до складу Тондошенського сільського поселення.
Населення — 17 осіб (2015 рік).